# NGC 6173
NGC 6173 é uma galáxia elíptica (E) localizada na direcção da constelação de Hercules. Possui uma declinação de +40° 48' 40" e uma ascensão recta de 16 horas, 29 minutos e 45,0 segundos.
A galáxia NGC 6173 foi descoberta em 18 de Março de 1787 por William Herschel.